# Léo Quiévreux
Pour les articles homonymes, voir Léo.
Léo Quievreux (né le 13 septembre 1971 à Mulhouse), qui signe Léo jusqu'en 2007,  est un dessinateur et musicien français.

## Biographie
Après des études d'art appliqués au sein des écoles Estienne et Duperré, il se lance dans l'illustration en indépendant, participant à la vague de bandes dessinées underground des années 1990. En 1991, il crée les éditions Gotoproduction avec Jean Kristau et Anne-Fred Maurer, et participe à de nombreux projets alternatifs. Gotoproduction s'arrêtera en 2001, après avoir publié une soixantaine d'ouvrages, notamment de Léo, Kristau, Yvang, Kerozen, Lionel Richerand, etc..
Il rejoint le Dernier Cri, éditeur underground marseillais, en 1997 et entame une collaboration qui perdure aujourd'hui et lui permet de laisser libre cours à son graphisme. En 1999, il commence à publier dans divers organes de presse, dont Le Monde et Libération, il réalise fréquemment des illustrations pour des couvertures de romans ou des revues, et expose dans de nombreux pays européens.
Parallèlement à sa carrière d'illustrateur, il participe à divers projets musicaux. En 1995, il fonde avec le dessinateur Mika le duo PIkpus, qui se scinde après 1996 en "Pik" pour Léo, et "Pusse" pour Mika (Mika Pusse). De 1998 à 2003, il joue du synthétiseur au sein du groupe Dragibus.

## Publications
Participations à de nombreuses revues, fanzines, magazines et journaux dont Crachoir, Le Tripate, Cosmos Kafé, En Costume, Gorgonzola, Oxymore, Good Stuff, Strapazin, Libération, Le Monde, Kus, Nova magazine, Enjeux les échos, Regards, Le Monde de l'éducation, Erogotoshitashi, Hôpital Brut, Today in English, etc.
- Rue Pakoumine, Gotoproduction, 1992
- Nausée Co3, Gotoproduction, 1992
- Pas pas pas, avec Ludo, Gotoproduction, ?
- Squar primat, Gotoproduction, 1992
- Receptor-Julie, Gotoproduction, 1993
- Chaussettes day, Gotoproduction, 1993
- Fast portions, Gotoproduction, 1993
- Arkahik, Gotoproduction, 1993
- Scenas de Jok y Kopani, Gotoproduction, 1993
- Zéro c'est peu, textes de Jean Kristau,
- Hollande-Nord, scénario de Jean Kristau, Gotoproduction, 1993
- Silence-vertige, Gotoproduction, 1993
- Fils de, scénario de Jean Kristau, Gotoproduction, 1994
- Slat's Memories, illustrations avec Jean Kristau, textes de Vincent Démons, Gotoproduction, 1994
- Maladies, illustrations de Jean Kristau, Gotoproduction, 1994
- Press-Ojos, Gotoproduction, 1995
- Enfants laids et leur famille. , illustrations de Jean Kristau, Gotoproduction, 1996
- Baden Power, avec jean Kristau, Gotoproduction, 1996
- R.N. Tomo, Gotoproduction, 1996
- El Monster Émissaire, Gotoproduction, 1997
- De la paille sur la ligne bleue, Le Dernier Cri, 1998
- Terrains truqués, Le Dernier Cri, 1998
- La Piscine scientologique, Lune Produck, 1999
- Le Slow-E., Gotoproduction, 2000
- Japan 09, avec Franq de Quengo, Gotoproduction, 2000
- Renshû, Gotoproduction, 2000
- Sàg, Le Dernier Cri, coll. Bikro :
  - Tome 1, 2001
  - Tome 2, 2001
  - Tome 3, 2002
  - Tome 4, 2002
- Nuevo rodéo, Le Dernier Cri, 2005.
- Crimes en recto-verso, éditions Atelier de Briette, 2005
- Xixax Channel, catalogue d'exposition, autoproduction, 2006
- Polizia 06, Le Dernier Cri, 2006.
- La Mue, scénario de Tanguy Ferrand, Carabas, 2007
- Agents dormants, L'Association, coll. Patte de mouche, 2008
- La Prothèse HRZ, Le Dernier Cri, 2009
- Zona incognita, autoproduction, 2009
- Une histoire du 36 quai des Orfèvres, scénario de Alain Gillot et Pierre Dragon, Jacob-Duvernet, 2012
- Sphinx Song, avec Jean-Michel Bertoyas, L'Association, 2013
- Le programme immersion, éditions Matière, 2015
- Anyone 40, éditions Arbitraire, 2016
- George Profond, Le Monte en L'Air, 2023

## Discographie
- Pikpus :
  - 1995 : Orson, Gotoproduction.
  - 1996 : Bébé Suizokukan, Gotoproduction.

- Pik: 
  - 1996 : Snake Rio, K7, auto-production.
  - 1997 : Out of da hall, K7, auto-production.
  - 1998 : Mekapup, K7, auto-production.
  - 1999 : What's that?, K7, auto-production.
  - 2000 : Sans titre, compilation sur CD, auto-production[3].

- Avec Dragibus :
  - 1999 : Papriko
  - 1999 : Dragibumix
  - 2000 : Extra Musica
  - 2002 : Lollipop